# Jacques Bergerac

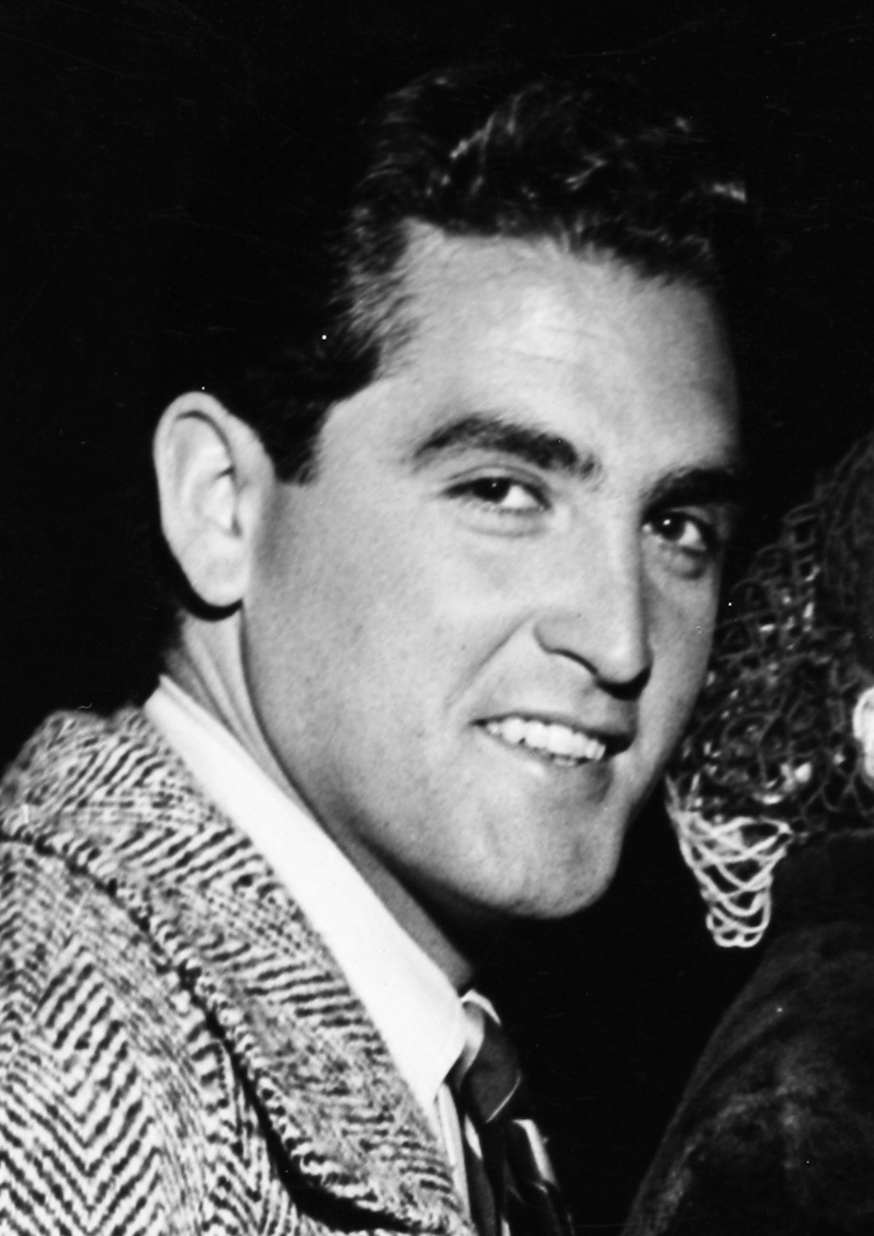
Jacques Bergerac.

Jacques Bergerac, född 26 maj 1927 i Biarritz i Pyrénées-Atlantiques, död 15 juni 2014 i Anglet i Pyrénées-Atlantiques, var en fransk skådespelare. 
Han var utbildad advokat, men lockades av teatern och gjorde scendebut i Paris 1950. 1953 kom han till Hollywood och hade huvud- och biroller i en rad filmer, ofta i rollen som tjusig sydeuropeisk älskare. Hans mest kända filmer är Les Girls (1957) och Gigi, ett lättfärdigt stycke (1958). Han drog sig tillbaka från filmen i slutet på 1960-talet. Under många år var han sedan direktör för kosmetikaföretaget Revlons Parisfilial.
Bergerac var gift med Ginger Rogers 1953–1957 och Dorothy Malone 1959–1964.